# Seznam škotskih biologov
Seznam škotskih biologov.

## A
- June Almeida

## B
- James W. Black
- Robert Brown

## F
- Alexander Fleming

## G
- John Goodsir

## H
- J. B. S. Haldane

## M
- William MacGillivray

## O
- John Boyd Orr